# M/S Richard With
M/S Richard With är en passagerar- och ro-ro-fartyg som används på Hurtigruten i Norge. Hon är sjösatt den 14 februari 1993 och är ett fartyg i en serie av tre skepp som byggdes mellan 1992 och 1994 på varvet Volkswerft i Stralsund. Systerfartygen är M/S Kong Harald  och M/S Nordlys. 
Namngivare till fartyget är den norske kaptenen Richard With (1846-1930).
Det nuvarande M/S Richard With är det andra fartyget hos rederiet som bär det namnet.

## M/S Richard With (1909)
Det första fartyget med namnet Richard With byggdes på varvet Trondhjems Mek Verksted i Trondheim 1909. Under andra världskriget träffades M/S Richard With av en torped och fartyget sjönk den 13 september 1941.